# Microtropis stocksii
Microtropis stocksii är en benvedsväxtart som beskrevs av Gamble. Microtropis stocksii ingår i släktet Microtropis och familjen Celastraceae. Inga underarter finns listade.